# Lionel Cox (ciclista)
Lionel Malvyne Cox (Brisbane, 26 de enero de 1930-Sídney, 9 de marzo de 2010) fue un deportista australiano que compitió en ciclismo en la modalidad de pista.
Participó en los Juegos Olímpicos de Helsinki 1952, obteniendo dos medallas, oro en la prueba de tándem (haciendo pareja con a Russell Mockridge) y plata en velocidad individual.
En 1999 fue condecorado con la Medalla de la Orden de Australia (OAM).

## Medallero internacional
| Juegos Olímpicos | Juegos Olímpicos      | Juegos Olímpicos | Juegos Olímpicos     |
| Año              | Lugar                 | Medalla          | Competición          |
| ---------------- | --------------------- | ---------------- | -------------------- |
| 1948             | Londres (Reino Unido) | Medalla de oro   | Tándem               |
| 1952             | Helsinki (Finlandia)  | Medalla de plata | Velocidad individual |